# 三人舞妓
《三人舞妓》（日语：みツわの，直譯為三和）是由日本作家松本逸暉所創作的輕小說，並於2014年被改編成OVA。

## 外部連結
- 官方网站